# Dysimia morrisi
Dysimia morrisi är en insektsart som beskrevs av Broomfield 1985. Dysimia morrisi ingår i släktet Dysimia och familjen Derbidae. Inga underarter finns listade i Catalogue of Life.